# 挑戰者集團
挑戰者集團有限公司（除牌當時為8203.HK）曾在香港交易所創業板上市，從歐美集團換取上市公司，創辦於1991年，當時主要維修車輛及護理產業。
其後由於發生財政問題，加上行業競爭激烈，於是出售給商人陳立基，更名為凱順能源之今。

## 外部連結
- 挑戰者美容服務中心 （页面存档备份，存于）